# Heiðar Helguson
Heiðar Helguson, född 22 augusti 1977 i Akureyri, är en isländsk före detta fotbollsspelare. Han spelade senast för Cardiff City FC i engelska Premier League. Positionen är central anfallare.
Han har även gjort över 50 landskamper för sitt Island.

## Klubbar
- UMFS Dalvík (1985-1994)
- Knattspyrnufélagið Þróttur (1994-1999)
- Lillestrøm SK (1999-2000)
- Watford FC (2000-2005)
- Fulham FC (2005-2007)
- Bolton Wanderers FC (2007-2008)
- Queens Park Rangers FC (2008-2012)
- Watford FC (2009-2010) (lån)
- Cardiff City FC (2012-2013)